# Bissingen (Beieren)
Bissingen is een gemeente in de Duitse deelstaat Beieren, en maakt deel uit van het Landkreis Dillingen an der Donau.
Bissingen telt 3.675 inwoners.

## Plaatsen in de gemeente Bissingen
- Bissingen
- Buch
- Buggenhofen
- Burgmagerbein
- Diemantstein
- Fronhofen
- Gaishardt
- Göllingen
- Hochstein
- Kesselostheim
- Leiheim
- Oberliezheim
- Oberringingen
- Stillnau
- Thalheim
- Tuifstädt
- Unterbissingen
- Unterringingen
- Warnhofen
- Zoltingen

Aislingen ·
Bachhagel ·
Bächingen an der Brenz ·
Binswangen ·
Bissingen ·
Blindheim ·
Buttenwiesen ·
Dillingen an der Donau ·
Finningen ·
Glött ·
Gundelfingen an der Donau ·
Haunsheim ·
Höchstädt an der Donau ·
Holzheim ·
Laugna ·
Lauingen (Donau) ·
Lutzingen ·
Medlingen ·
Mödingen ·
Schwenningen ·
Syrgenstein ·
Villenbach ·
Wertingen ·
Wittislingen ·
Ziertheim ·
Zöschingen ·
Zusamaltheim